# Bonifacio
Bonifacio (korsicky Bunifaziu) je město ležící na jihu Korsiky v departementu Corse-du-Sud.

## Geografie

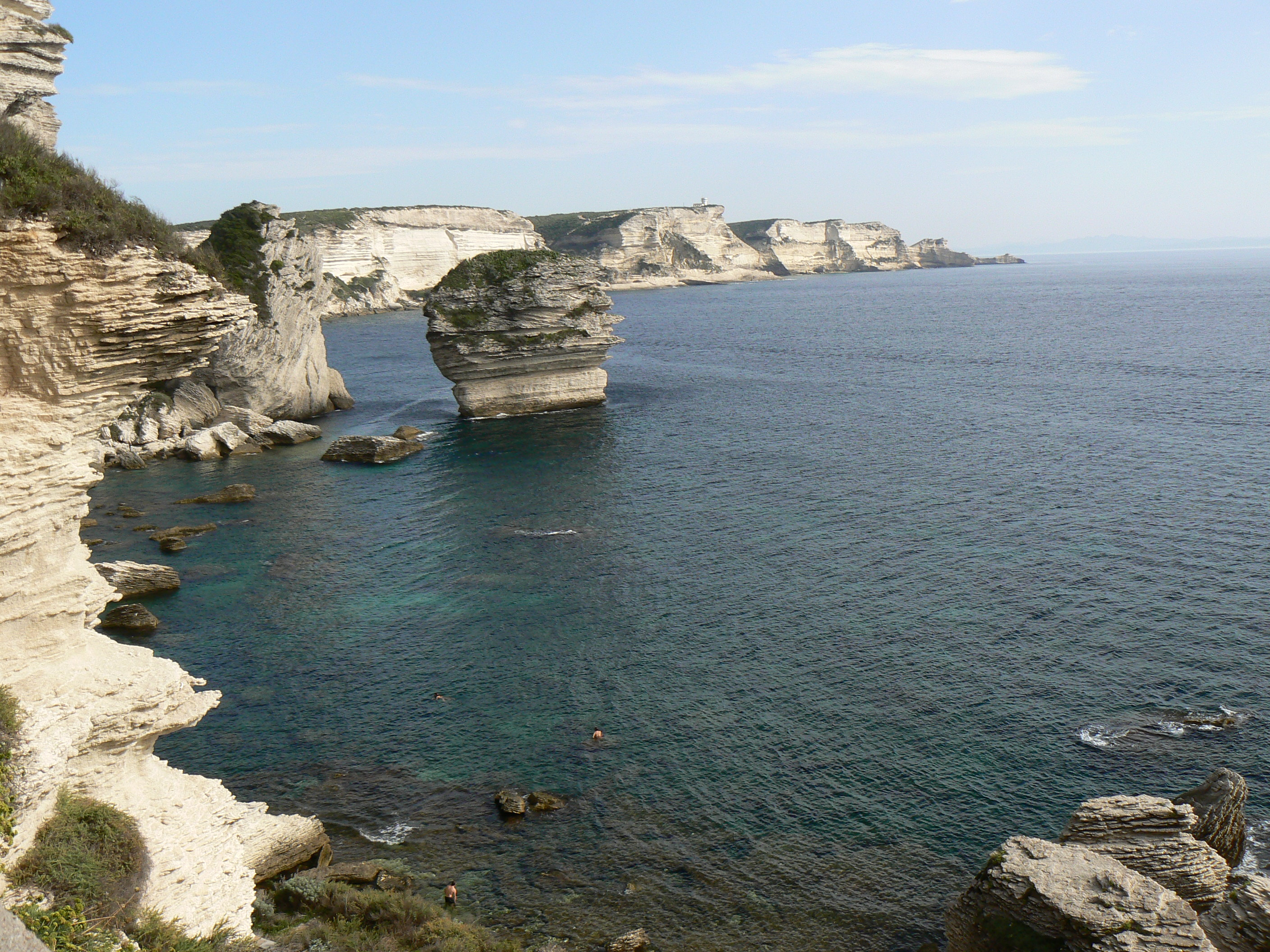
Vápencové útesy u Bonifacia

Bonifacio leží na nejjižnějším cípu Korsiky a je hlavním přístavem pro lodě z protější italské Sardinie. Bonifácký průliv oddělující oba ostrovy je široký asi 11 km a je chráněnou mořskou rezervací s mnoha druhy mořských živočichů. Leží v něm i souostroví Lavezzi, skupina asi deseti ostrůvků, z nichž největší je Ile Lavezzi o velikosti 65 ha. Je na něm postavena signální stanice a hřbitov utopených vojáků a námořníků z lodi Sémillante.
Město se dělí na dvě části — přístaviště a Staré město či Horní město.

## Historie
Oblast v okolí města byla podle objevených pozůstatků "Dámy z Bonifacia" obydlena již v období neolitu. Jedna z hypotéz tvrdí, že se zde Odysseus setkal s lidožravými obry Laistrygony.
Roku 828 bylo město založeno toskánským markýzem Bonifácem a po něm nese své jméno.
Během následujících staletí se město muselo bránit Janovanům, Aragoncům a pirátům všeho druhu.

## Městské památky

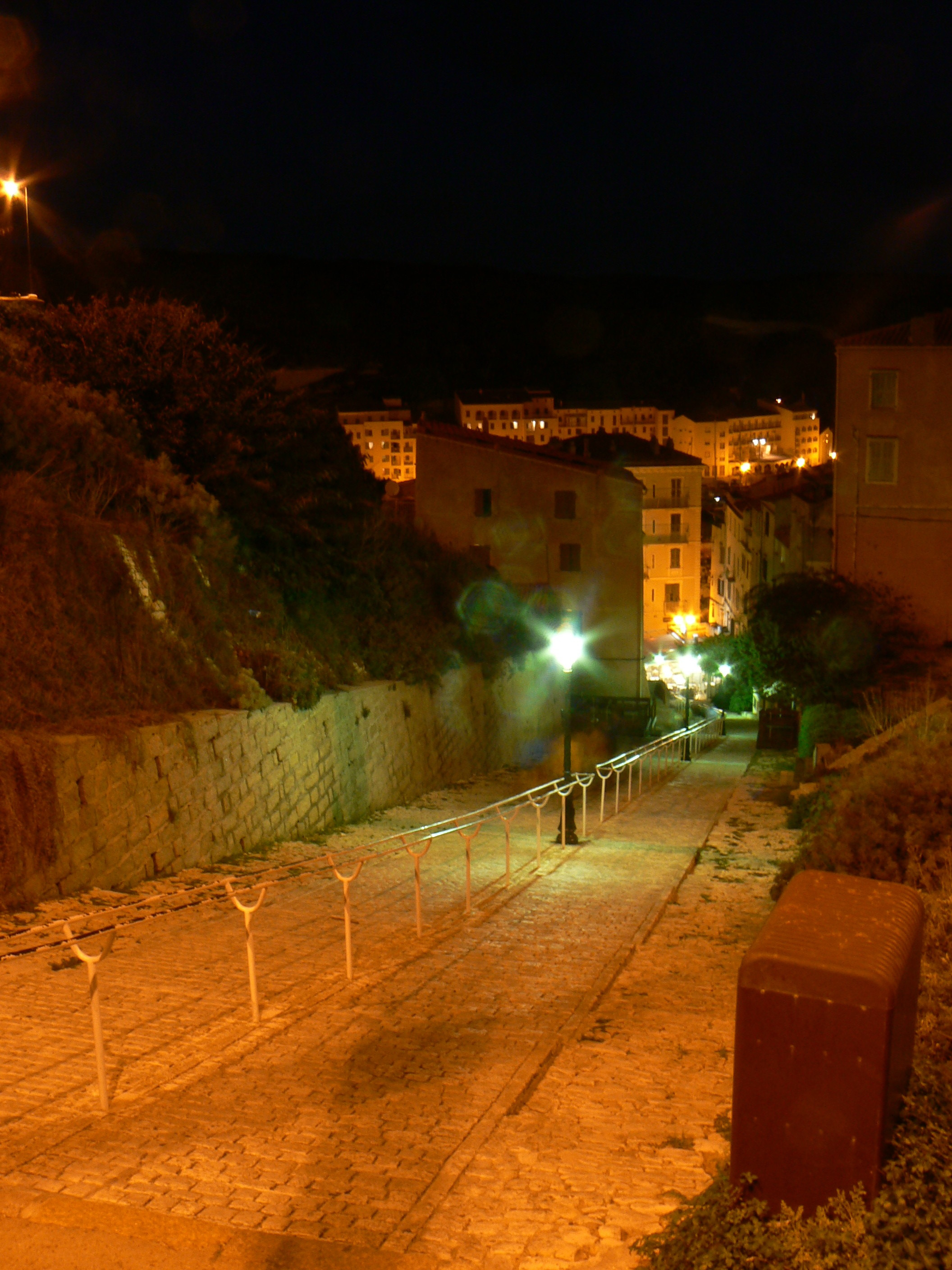
Schodiště sv. Rocha

Nejvýraznější budovou je citadela postavená Janovany. Odtud vedou do města dvě schodiště. Schodiště Rastello (Montée Rastello) a schodiště sv. Rocha (Montée St-Roch).

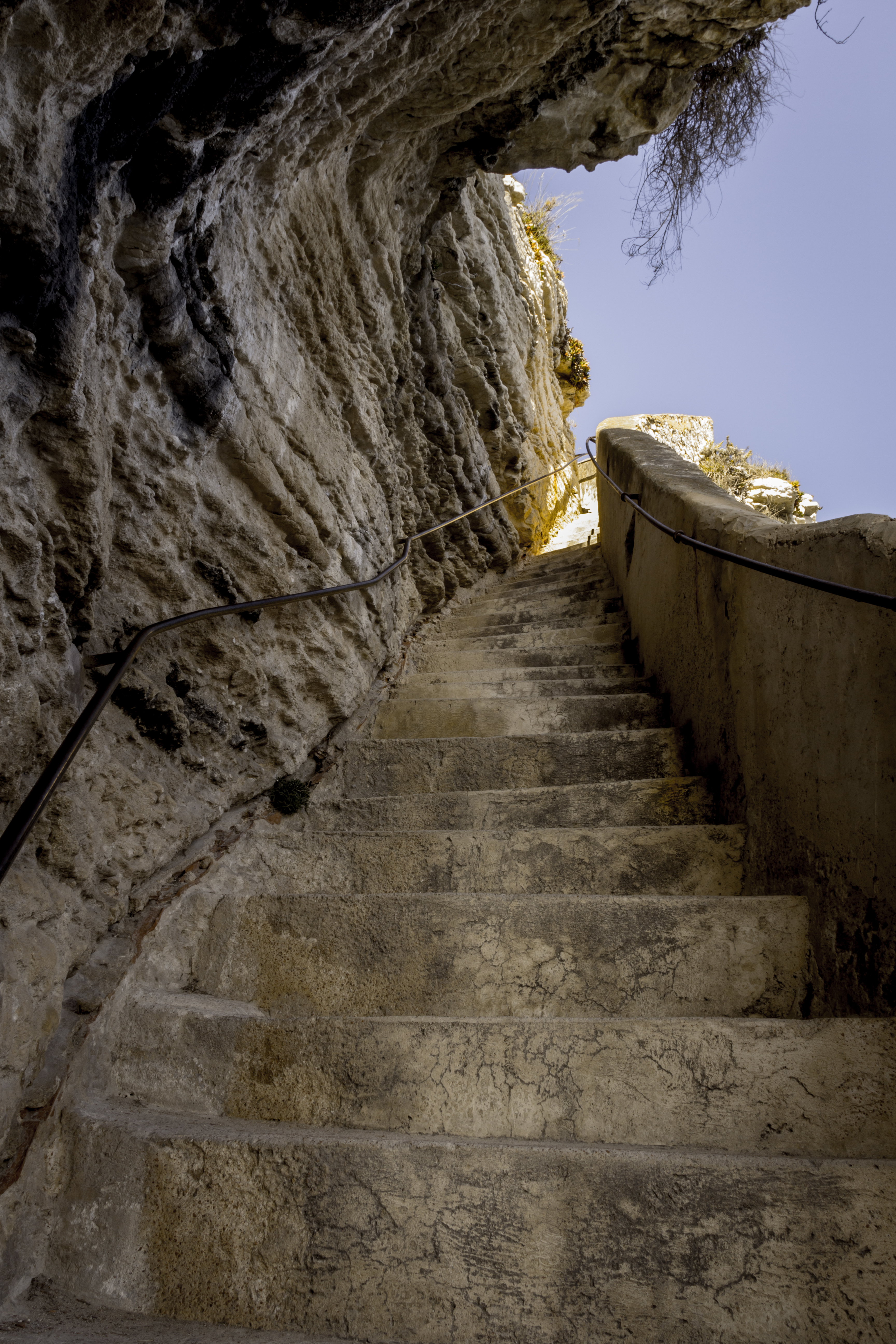
Aragonské schodiště

 Třetím schodištěm je schodiště krále aragonského (Escalier du Roi d’Aragon) se 187 schody (60 m) vedoucími k moři. Podle legendy jej vytvořili aragonští vojáci během obléhání města v roce 1420. Potřebovali na to pouze jednu jedinou noc.
V centru Horního města je románský kostel sv. Marie (Église Ste-Marie Majere) se čtvercovou zvonicí a lodžií pod klenbou, pod níž je nádrž na dešťovou vodu. Nádrž byla životně nezbytná v dobách obléhání a sbírala se tam voda z většiny akvaduktu postavených podél ulic. Druhým městským kostelem je gotický kostel sv. Dominika (Église St-Dominique) na západní straně citadely.
Uličky starého města jsou malebné a uzounké, domy vysoké. Opěrné obloukové pilíře vedoucí nad hlavami chodců sloužily a slouží k zachycování dešťové vody.